# Кубок Наследного принца Катара 1996
Кубок Наследного принца Катара 1996 — 2-й розыгрыш Кубка Наследного принца Катара, проходивший с 2 по 9 апреля. В соревновании приняли участие 4 лучшие команды Катара по итогам Лиги звёзд Катара 1995/1996.

## Участники
- Аль-Араби : чемпион Лиги звёзд Катара 1995/1996
- Эр-Райян : 2-е место в Лиге звёзд Катара 1995/1996
- Аль-Вакра : 3-е место в Лиге звёзд Катара 1995/1996
- Ас-Садд : 4-е место в Лиге звёзд Катара 1995/1996

## Детали матчей

### 1/2 финала
| Аль-Вакра | 3 – 2 | Ас-Садд |
| --------- | ----- | ------- |
|           |       |         |

| Аль-Араби | 1 – 1 | Эр-Райян |
| --------- | ----- | -------- |
|           |       |          |

| Ас-Садд | 1 – 1 | Аль-Вакра |
| ------- | ----- | --------- |
|         |       |           |

| Эр-Райян | 2 – 1 | Аль-Араби |
| -------- | ----- | --------- |
|          |       |           |

### Финал
| Аль-Вакра | 1 – 2 | Эр-Райян |
| --------- | ----- | -------- |
|           |       |          |

| Кубок Наследного принца Катара Победитель 1996 |
| ---------------------------------------------- |
| Эр-Райян 2-й титул                             |